# Масонов
Масонов (укр. Масонів; до 2024 года — Червоногорка) — село, Липоводолинский поселковый совет, Роменский район, Сумская область, Украина. Код КОАТУУ — 5923255107. Население по переписи 2001 года составляло 98 человек.

## Географическое положение
Село Червоногорка находится на правом берегу реки Ольшана, выше по течению на расстоянии в 2 км расположено село Байрак, ниже по течению на расстоянии в 2,5 км расположено село Рубаново.

## История
В 1946 г. Указом ПВС УССР хутор Масонов переименован в Червоногорку.
Найдена на специальной карте Западной части России Шуберта 1826-1840 годов как хутор Масоновщина